# Centrale idroelettrica di Quart
La centrale idroelettrica di Quart (pron. /kaʁ/ - Car) è situata nel comune di Nus, in Valle d'Aosta, e fa parte degli impianti del Nucleo Idroelettrico di Châtillon, posti sull'asta fluviale del fiume Dora Baltea.

## Caratteristiche
Si tratta di una centrale ad acqua fluente che sfrutta le acque della Dora Baltea e del torrente Buthier, con un bacino imbrifero complessivo pari a 1753,62 km2.
Le acque della Dora Baltea e del torrente Buthier sono intercettate dai rispettivi sbarramenti e convogliate in un canale derivatore che alimenta la vasca di carico.
La centrale è automatizzata dal 1987 e telecomandata da Pont-Saint-Martin.